# Чорани (Вранча)
Чорани (рум. Ciorani) насеље је у Румунији у округу Вранча у општини Пуфешти. Oпштина се налази на надморској висини од 78 m.

## Становништво
Према подацима из 2002. године у насељу је живело 1088 становника, од којих су сви румунске националности.